# باب هایت
باب هایت (انگلیسی: Bob Hite) خوانندهٔ اصلی گروه موسیقی بلوز راک کند هیت از سال ۱۹۶۵ تا زمان مرگش در سال ۱۹۸۱ بود. به او لقب «خرس» (The Bear) داده بودند.